# Novo Selo (Bač, Srbija)
Novo Selo (srp. Бачко Ново Село , mađ. Bácsújlak, nje. Neudorf a. d. Donau) je selo u autonomnoj pokrajini Vojvodini, Republika Srbija.

## Zemljopisni položaj
Smjestilo se uz istočnu obalu Dunava, na 45° 18' sjeverne zemljopisne širine i 19° 08' istočne zemljopisne dužine. 
S bačke strane, nekoliko km sjeverno uz rijeku se nalazi Plavna, a istočno je Bukin. S druge, srijemske strane se nalazi Republika Hrvatska. Preko rijeke zapadno se nalazi Sotin, a južno rijekom se nalazi Opatovac.

## Upravna podjela
Nalazi se u općini Bač, u Južnobačkom okrugu, u regiji Bačkoj. 

## Stanovništvo
Novo Selo je kao i obližnji Bukin bio od starih vremena selo u kojem su starosjeditelji bili šokački Hrvati. Kao i u Bukinu, gospodarski jači Nijemci su potisnuli mjesne Hrvate tako da je do 1941. u Novom Selu među njegovih 2000 stanovnika bilo samo 37 hrvatskih i 7 srpskih kuća. Nakon drugog svjetskog rata, u Novom Selu su kolonizirani Muslimani iz Hercegovine, dok su mjesni  Nijemci, kao i drugdje diljem Bačke, velikim dijelom otišli ili bili protjerani.
Povijesna naseljenost:
- 1961.: 2236
- 1971.: 1665
- 1981.: 1522
- 1991.: 1365

Danas Novo Selo ima 1228 stanovnika (popis 2002.). Narodnosni sastav je bio:
- Srbi 765 - 62,29%
- Muslimani 184 - 14,98%
- Jugoslaveni 79 - 6,43%
- Hrvati 37 - 3,01%
- Mađari 26 - 2,11%
- ostali

## Poznate osobe
- Refik Memišević, hrvački prvak, se rodio 1956. u Novom Selu[2]

## Vanjske poveznice
- Bačko Novo Selo  Arhivirana inačica izvorne stranice od 19. siječnja 2009. (Wayback Machine)
- Bačko Novo Selo  Arhivirana inačica izvorne stranice od 12. rujna 2009. (Wayback Machine)
- (njem.) Bačko Novo Selo